# Josep Termes
Pour les articles homonymes, voir Termes et Ardèvol.
Josep Termes i Ardèvol (Barcelone, 27 juillet 1936 - 9 septembre 2011) est un historien catalan spécialisé dans le mouvement ouvrier catalan des XIXe et XXe siècles.

## Biographie
Il est diplômé en pharmacie et lettres de l'Université de Barcelone en 1963.
Il reçoit en 2006 le Prix d'honneur des lettres catalanes.

## Postérité
Une chaire de l'Université de Barcelone porte son nom.

## Œuvres
- Anarquismo y sindicalismo en España: La primera Internacional (1864-1881) (1972)
- Els moviments socials a Catalunya, País Valencià i les Illes (1967), en collaboration avec Emili Giralt, Alfons Cucó et Albert Balcells.
- El nacionalisme català. Problemes d'interpretació (1974), communication présentée au Colloque d'Historiens organisé par la Fondation Bofill, qui est devenu une référence de sa théorie du catalanisme populaire.
- Federalismo, anarcosindicalismo y catalanismo (1976)
- La immigració a Catalunya i altres estudis d'història del nacionalisme català (1984), qui inclut la communication précitée de 1974.
- De la Revolució de setembre a la fi de la guerra civil (1987) Vol. 6 de la Història de Catalunya, dirigée par Pierre Vilar et coordonnée par lui-même.
- Les Bases de Manresa de 1892 i els orígens del catalanisme (1992) avec Agustí Colomines
- Les arrels populars del catalanisme (1999)
- Història del catalanisme fins el 1923 (2000)
- Històries de la Catalunya treballadora (2000)
- Patriotes i resistents. Història del primer catalanisme (2003) avec Agustí Colomines
- Misèria contra pobresa. Els fets de la Fatarella del gener de 1937 (2005)
- Història del moviment anarquista a Espanya (1870-1980) (2011)